# Jean-Claude Valla
Pour les articles homonymes, voir Valla.
Jean-Claude Valla, né le 16 mai 1944 à Roanne (Loire) et mort le 25 février 2010 à Pau, est un journaliste français. Figure importante de la Nouvelle Droite, il a été le premier directeur de la rédaction du Figaro Magazine, et a signé de nombreux livres sur l'histoire.

## Biographie
Étudiant en histoire à Lyon, il a été pendant l'année universitaire 1963-1964 président de la Corpo de Lettres et responsable de la Fédération générale des étudiants de Lyon (FGEL), affiliée à la Fédération nationale des étudiants de France (FNEF).

### Engagement politique
Membre de la Fédération des étudiants nationalistes (FEN), il en a été l'un des responsables de la section de Lyon (1962-1965). En 1966, il a collaboré aux Cahiers universitaires et à Europe-Action, puis il a été directeur-gérant de L'Observateur européen et du Courrier international, publications du Centre des hautes études américaines devenu le Centre des hautes études internationales en 1968, présidé par Georges Bonnet.
Cofondateur du GRECE (Groupement de recherche et d'études pour la civilisation européenne) avec notamment Alain de Benoist en 1968, il en a été d'abord le secrétaire « études et recherche » de 1971 à 1973, puis le secrétaire général de 1973 à 1978.
En 1973, il cofonde Europe-Jeunesse.
Il quitte le GRECE en 1986, tout en en restant proche. Il a appartenu à l'Association des amis de Saint-Loup, et participé au volume Rencontres avec Saint-Loup (1991).
En 1991, dans le cadre d'une polémique avec Georges Charbonneau, il prend ouvertement la défense des thèses négationnistes. Par ailleurs, Jean-Claude Valla prit la défense de Robert Faurisson dans un numéro du Figaro Magazine et en 2002, il défend, dans les colonnes de la revue Éléments, le négationniste Jean Plantin.
En 1999, il signe pour s'opposer à l'intervention de l'OTAN dans la guerre du Kosovo la pétition d'extrême droite « Les Européens veulent la paix », initiée par le collectif d'extrême droite Non à la guerre.

### Médias
Il a été, tour à tour, journaliste à Valeurs actuelles (1970-1973), rédacteur en chef d'Éléments (1973-1978), rédacteur en chef, puis directeur de la rédaction du Figaro Magazine (de sa création en 1978 à 1980, avec son ami Yann Clerc), secrétaire général des rédactions de Biba, Enfants-magazine, Jacinte et Vingt ans (1980-1982), directeur général de Magazine Hebdo (1983-1985), président-directeur général du mensuel Marianne (1985-1986), dont le titre a été repris en 1997 par Jean-François Kahn[réf. souhaitée], puis directeur de la rédaction de La Lettre de Magazine Hebdo (1988-1999) et de Minute (1993-1999).
Il a été également cofondateur (1976) et premier directeur[réf. nécessaire] des éditions Copernic (1976-1978), chroniqueur au magazine Le Choc du mois (1990-1993) et président d'honneur du Comité des Fils & Filles de Victimes des bombardements de la seconde guerre mondiale (2001-2005).
Ancien collaborateur des revues Historia, Historama, Miroir de l'histoire et Enquête sur l'histoire, il a dirigé les Cahiers Libres d'Histoire (2000-2010) et a collaboré à partir de 2002 à La Nouvelle Revue d'histoire dirigée par Dominique Venner. Il a utilisé le pseudonyme Jacques Devidal.
Il a aussi été rédacteur en chef de La Grande Bourgogne.
Il a défendu la thèse d'une colonisation du Pérou par les Vikings, en particulier dans son premier ouvrage La Civilisation des Incas.

## Publications
- La Civilisation des Incas, Famot, 1976.
- Les Seigneurs de la guerre (avec Dominique Venner, André Brissaud, Jean Mabire, etc.), Famot, 1978.
- Les Grandes découvertes archéologiques du XXe siècle, présentées par Jean Dumont ; Tome 2 : La redécouverte des Celtes - Nouvelles lumières sur les mondes - Les mystères Incas et Mayas : enquêtes et textes de Olivier Launay, Jacques Pons, Jean-Claude Valla, Famot, 1979.
- Affaire Touvier : la contre-enquête, Éd. du Camelot, Paris, 1996.
- La Cagoule : 1936-1937, Éd. de la Librairie Nationale, 2000.
- La France sous les bombes américaines : 1942-1945, Éd. de la Librairie nationale, 2001.
- L'Extrême droite dans la Résistance, 2 vol., Éd. de la Librairie nationale, 2000.
- La Gauche pétainiste, Éd. de la Librairie nationale, 2001.
- Le Pacte germano-sioniste, 7 août 1933, Éd. de la Librairie nationale, 2001.
- Ces Juifs de France qui ont collaboré, Éd. de la Librairie nationale, 2002.
- La Milice : Lyon, 1943-1944, Éd. de la Librairie nationale, 2002.
- Ledesma Ramos et la Phalange espagnole : 1931-1936, Éd. de la Librairie nationale, 2002.
- Georges Valois : de l'anarcho-syndicalisme au fascisme, Éd. de la Librairie nationale, 2003.
- La Nostalgie de l'Empire : une relecture de l'histoire napoléonienne, Éd. de la Librairie nationale, 2004.
- Les Socialistes dans la Collaboration : de Jaurès à Hitler, Éd. de la Librairie nationale, 2006.
- Doriot, Pardès (coll. « Qui suis-je ? »), 2008